# Batcha
Batcha, "terre" / "visiter" en langue Batcha, est un village de terres montagneuses à la limite sud du 'pays' Bamiléké.  
Batcha, situé à l'est de la commune rurale de Bana, sur l'une des anciennes  routes de Bafang – Bangangté, abrite parmi sa population quelques éleveurs nomades Mbororo peuls, attirés par les vastes pâturages des versants escarpés de la chaîne de montagnes de la ligne du Cameroun qui passe tout près de Bana.

## Histoire
Batcha (Tcha') était une terre fertile. On y rencontrait beaucoup de gibier et les gens aimaient s´y rendre pour visiter et s´approvisionner. Le chef fondateur fut Tchana. 
Les chefs qui ont régné à Batcha sont les suivants:
| Rang | Souverain                    | Période   | Reine mère | Notes | Portrait |
| ---- | ---------------------------- | --------- | ---------- | --- | -------- |
| 1    | Tchana                       |           |            | |          |
| 2    | Tchekeamo                    |           |            | |          |
| 3    | Tchounga                     |           |            | |          |
| 4    | Toko                         |           |            | |          |
| 5    | Nganchue                     |           |            | |          |
| 6    | Takendo                      |           |            | |          |
| 7    | Djemache                     |           |            | Il mourut au noviciat. Il avait appris que son frère était malade à la chefferie Banka. Il fut empoisonné au cours d´une visite qu´il alla lui faire et seul son cadavre rentra à Batcha. |          |
| 8    | Njonka                       |           |            | |          |
| 9    | Sidio                        |           |            | |          |
| 10   | Tchongwa                     |           |            | Il œuvre beaucoup pour le retour des émigrés Batcha dont une partie se trouve à Batchingou.                                                                                               |          |
| 11   | Joseph Kouekam Né le... à... | Depuis le |            | Fils du précédent roi des Batcha, est à la tête du royaume depuis le . |          |

C´est le chef Batcha qui intronise celui de Balengou. 

## Géographie

### Situation et Limites
Batcha se trouve dans l’arrondissement de Bana. 
Il est limité à l’ouest par le village Bana, au sud par le Nkam, au nord par Bangou et Batchingou, et à l’est par Balengou.
| Bana | Bangou | Batchingou |
| Bana | Batcha | Balengou,  |
| Bana | Nkam   | Balengou   |

#### Topographie
Batcha possède un grand espace naturel, sur les flancs des collines et monts. 
- Les sommets les plus importants de Batcha se trouvent à Mont Batcha[4] : (1,986 mètres) et se termine à Batchingou.

## Organisation sociale

### Coordonnées gps des Chefferies voisines

#### Le chef
Sa Majesté Joseph Kouekam,,, Roi de 2e degré[Quoi ?], règne sur les Batcha avec le conseil des notables et des sociétés secrètes.

### Les curiosités

#### Manifestations
- Le nkankwa

- Le Kouh Ngang

#### Lieux et monuments
- La tribune et place royale

## Personnalités liées au village
Tchoquessi Edouard 
Malandjou kondjo
Semme Nougong 
Tchale Michel